# 赖利·巴特
赖利·巴特（英語：Ryley Batt，1989年5月22日—），澳大利亚男子轮椅橄榄球运动员。他曾代表澳大利亚参加2004年、2008年、2012年、2016年和2020年夏季残疾人奥林匹克运动会轮椅橄榄球比赛，获得二枚金牌和一枚银牌。